# 書寫

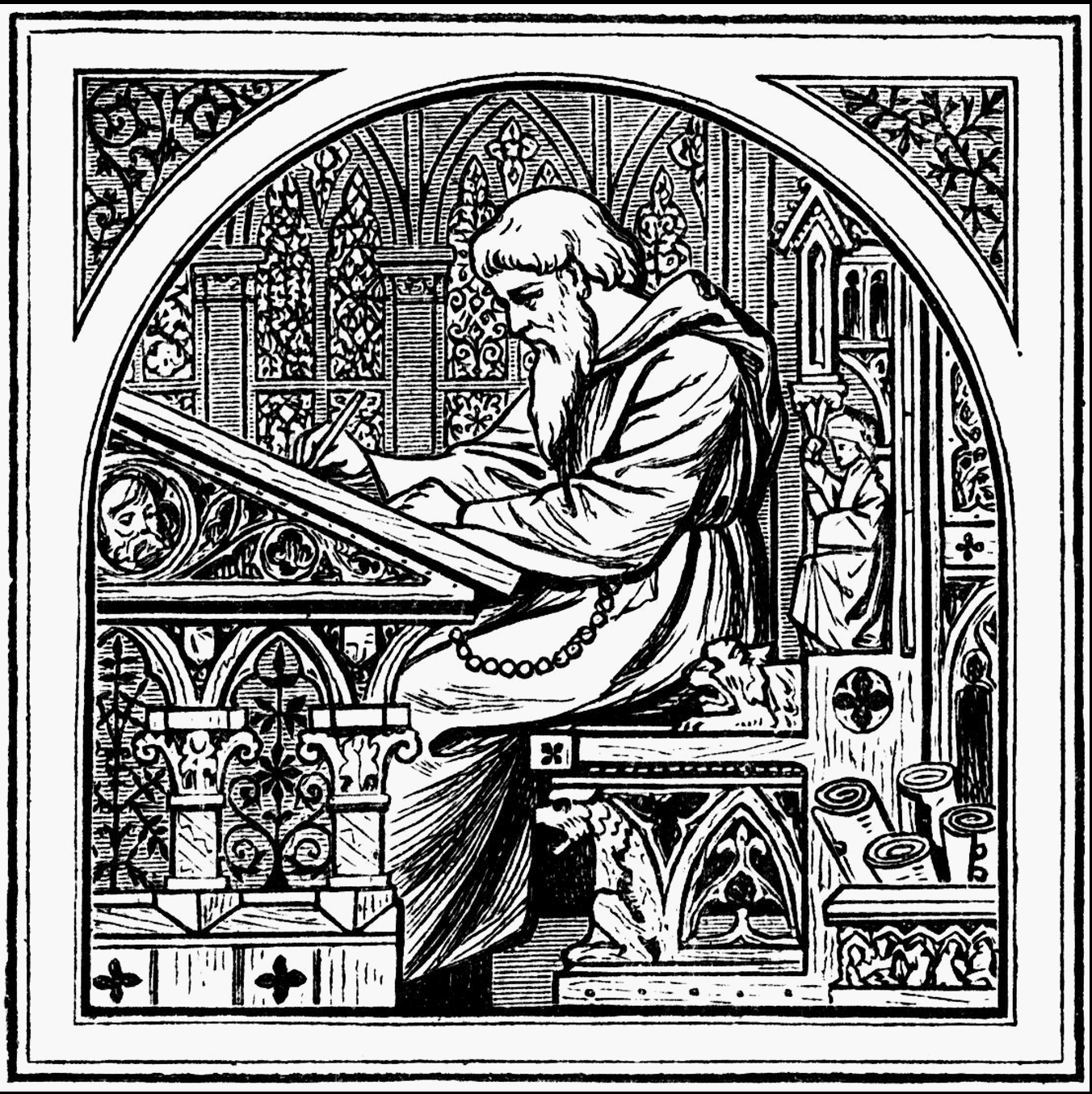
中世紀的書吏正在寫作

書寫是人類有意識地使用文字來記錄資訊、表达意向。紀錄資訊的工具和方法數之不盡，一般會用筆在紙上書寫，在未發明紙張時，人們在石版、竹簡、龜殼、牆壁等材質上寫作。隨着科技發展，使用打字機或電腦記錄文字也可稱為書寫。
書寫是利用文字來記錄資訊，不同於插畫、石洞壁画等绘画。書寫也和非符號式的語言記錄方式（例如錄音）不同。
書寫可能在從一些古老的文化開始的，因為政治的擴張，需要有可靠的方式來傳遞資訊、記錄財務帳目及歷史資料等，因此開始了書寫。約在西元前四千年，在美索不達米亞貿易和管理的複雜程度已超過人類所能記憶的程度，因此就用書寫來作為一個可靠的永久性記錄。在古埃及和美索不達米亞，書寫和曆法及記錄歷史及環境有關，在中國最早的寫作是在宮廷中的占卜立。
書寫是人類表現無窮創作力的方法之一，這些作品稱為文學。作品的情節可以是虛構或紀實的，可以表現為各式長短的各种文体，例如：记叙文、詩詞歌賦、小說、劇本、書信等。
近代更有許多新文體，因使用電腦網路的方式傳播，透過段落及文字的使用，甚至圖文並茂，豐富了帶給讀者的感受。而內容上抒情、應用、分享之外細分種類繁多，大致有心情寫作、開箱文、炫燿文、紀錄式的食譜、攻略、技術文件、專題、小說、散文、教學、生活常識、各地小吃、旅遊介紹、社會紀實、搏君一笑（嚇、怒、淚）的恶搞、垃圾郵件等。